# Rhabdodendron gardnerianum
Rhabdodendron gardnerianum, jedna od tri biljne vrste u rodu Rhabdodendron.
R. gardnerianum raširen je po brazilskoj državi Bahia. Prvi puta opisao ju je George Bentham 1853. pod imenom Lecostomon gardnerianum, a tek 1943 Noel Yvri Sandwith uključuje ju u rod Rhabdodendron.

## Sinonimi
- Lecostomon gardnerianum Benth.